# 請壇
為一貫道之宗教儀式，據說進行儀式後佛菩薩神明就會降臨佛堂。

## 儀式過程
在進行獻供禮之後，由神職人員站於壇前，排班。並由點傳師宣讀請壇經。隨後即進行叩拜禮。